# Augustin Carrera
Pour les articles homonymes, voir Carrera.
Augustin Émile Benoit Carrera, né à Madrid le 3 avril 1878 et mort à Paris le 25 mai 1952, est un peintre français né espagnol, dont l'activité artistique s'est principalement exercée dans la région de Marseille et à Paris.

## Biographie
Né dans la paroisse Saint-André de Madrid (es), il suit ses parents à Marseille, où ils s'établissent comme artisans en espadrilles et où il va acquérir, en 1899, la nationalité française. Il se forme à l'École des beaux-arts de Marseille, où il est l'élève d'Alphonse Moutte, puis aux Beaux-Arts de Paris, où il devient celui de Léon Bonnat et d'Henri Martin, et obtient une bourse de la ville. À partir de 1904 et jusqu'en 1936, il expose au Salon des artistes français, dont il est membre,. Celui de 1907 lui vaut une bourse de voyage.
Son exposition personnelle de 1910 à la galerie d'Eugène Druet lui vaudra une critique dithyrambique de Roger Marx disant notamment dans sa préface de l'exposition que ses tableaux "offrent... la surprise du contraste, le paradoxe de l’exception. Ils allument des foyers de clarté dans la nuit bitumineuse des toiles environnantes".
Vers 1910, il se lie avec Albert Sarraut, homme politique, collectionneur et bientôt gouverneur de l'Indochine française. Bénéficiaire en 1912 de la bourse d'Indochine, il effectue  en Extrême-Orient un séjour de huit mois au cours duquel il peint les temples, les paysages et les scènes de la vie locale ; le roi du Cambodge lui commande pour son palais des panneaux monumentaux qu'il lui livrera lors d'un voyage ultérieur, en 1928.
De retour en France, mobilisé en 1914, réformé en 1916, il s'installe à Allauch. Un voyage dans son Espagne natale lui fait découvrir les œuvres du Greco et de Vélasquez. Il s'établit ensuite à Paris, dans le quartier du Montparnasse.
Il reçoit des commandes publiques : deux panneaux décoratifs pour le ministère des Colonies ; pour l'opéra de Marseille, en 1924, le plafond du foyer et celui de la salle (qui s'écroulera en 1969),,. De 1927 à 1933, il expose plusieurs fois au Salon des indépendants et à celui des Tuileries, et reçoit une médaille d'or à l'Exposition internationale de 1937.
On lui doit essentiellement des nus et des paysages, ainsi que des personnages, des portraits et des compositions florales,.
Il meurt le 25 mai 1952 à son domicile du 14e arrondissement de Paris.

## Expositions

### Expositions personnelles
- Exposition des Peintures de Augustin Carrera, Galerie Druet, Paris, 21 novembre au 3 décembre 1910[12]
- Augustin Carrera, Espace d'Ornano, Sisteron, 3 juin au 3 septembre 2023[13],[14]

### Expositions collectives
- Salon des artistes français, Paris, 1907[15]
- Salon des indépendants, Paris, 1910[16]
- Exposition Universelle et Internationale de Gand, Beaux-Arts : Œuvres modernes, 1913[17]
- Stedelijk Museum Amsterdam, Stedelijke Internationale Tentoonstelling Van Kunstwerken Van Levende Meesters, Amsterdam, 13 avril à juillet 1912
- Exposition des Amis des Artistes, Galerie Georges Petit, Paris, 28 octobre au 30 novembre 1916[18]
- Musée Regards de Provence, Exposition "Lumières de Provence", 24 janvier au 6 septembre 2015[19]

## Œuvres dans les collections publiques
- Marseille :
  - musée Cantini[20] :
    - Joueurs de boules (1918) ;
    - La Réussite (sans date) ;
    - Pastèques et Cruches (1910) ;

  - musée d'histoire de Marseille : L'Opéra de Marseille (1922)[21] ;
  - opéra municipal de Marseille, décor peint du plafond du foyer (1926-1929)[22] :
    - Orphée charme le monde par la musique de sa lyre ;
    - Orphée perdant Eurydice ;
    - Orphée déchiré par les Ménades ;
- Paris :
  - musée national d'Art moderne : Nu aux bas bleus (1914)[3];
  - musée du Quai Branly - Jacques-Chirac : Angkor Thom (1912 ?)[23] ;
- Fonds national d'art contemporain[24] :
  - Au jardin (sans date) ;
  - Pivoines (sans date) ;
  - Les Drapeaux (1909) ;
  - Au soleil (1910) ;
  - Le Port (1910) ;
  - Dans le Bayon (Angkor) (vers 1915) ;
  - Fleurs (1916).

Galerie
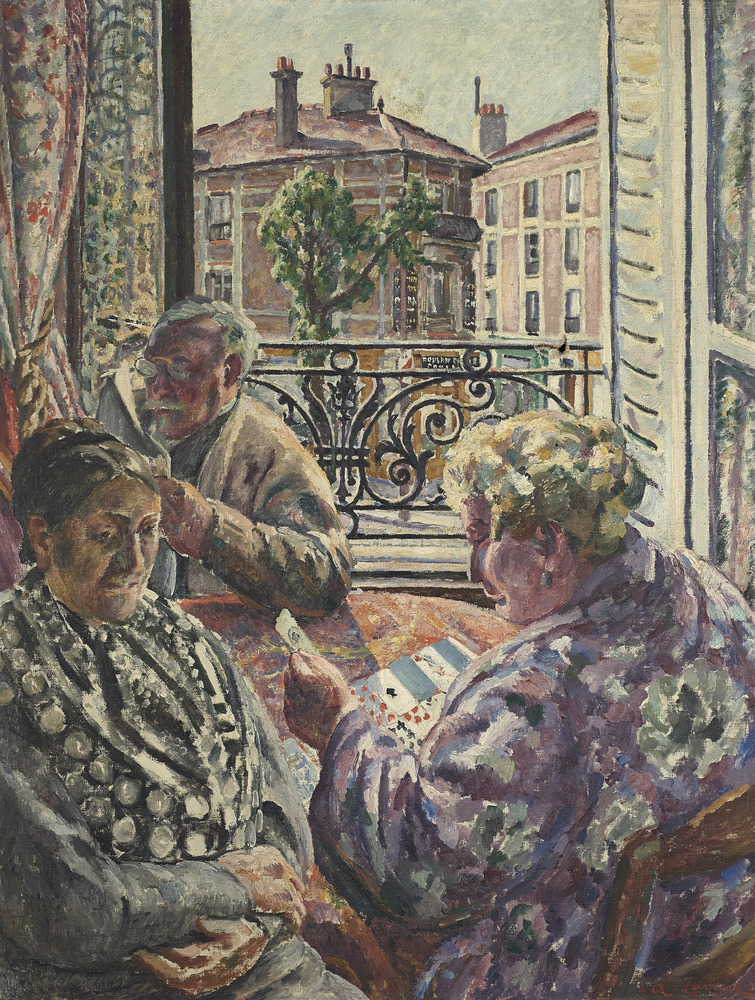
La Réussite (s.d.).
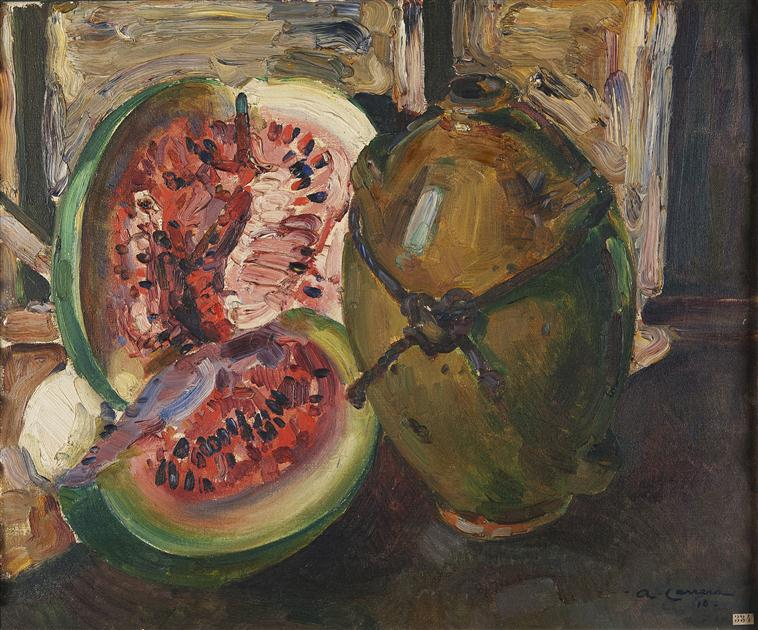
Pastèques et Cruches (1910).
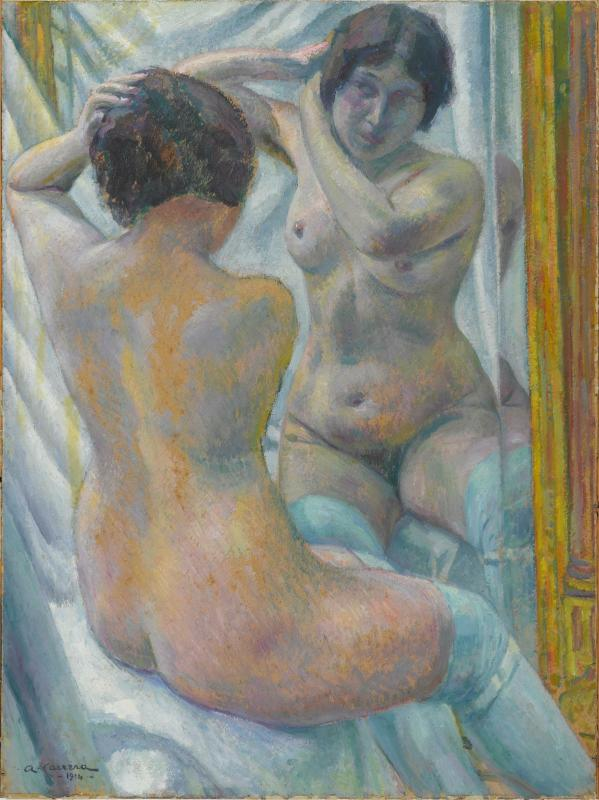
Nu aux bas bleus (1914).
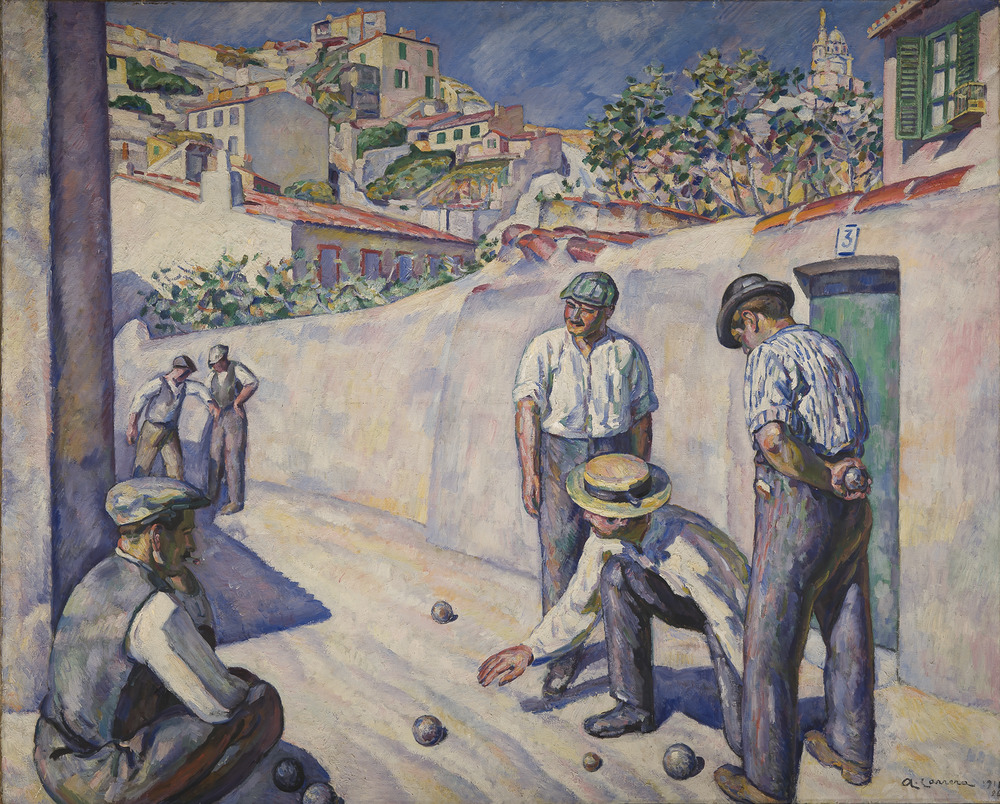
Joueurs de boules (1918).
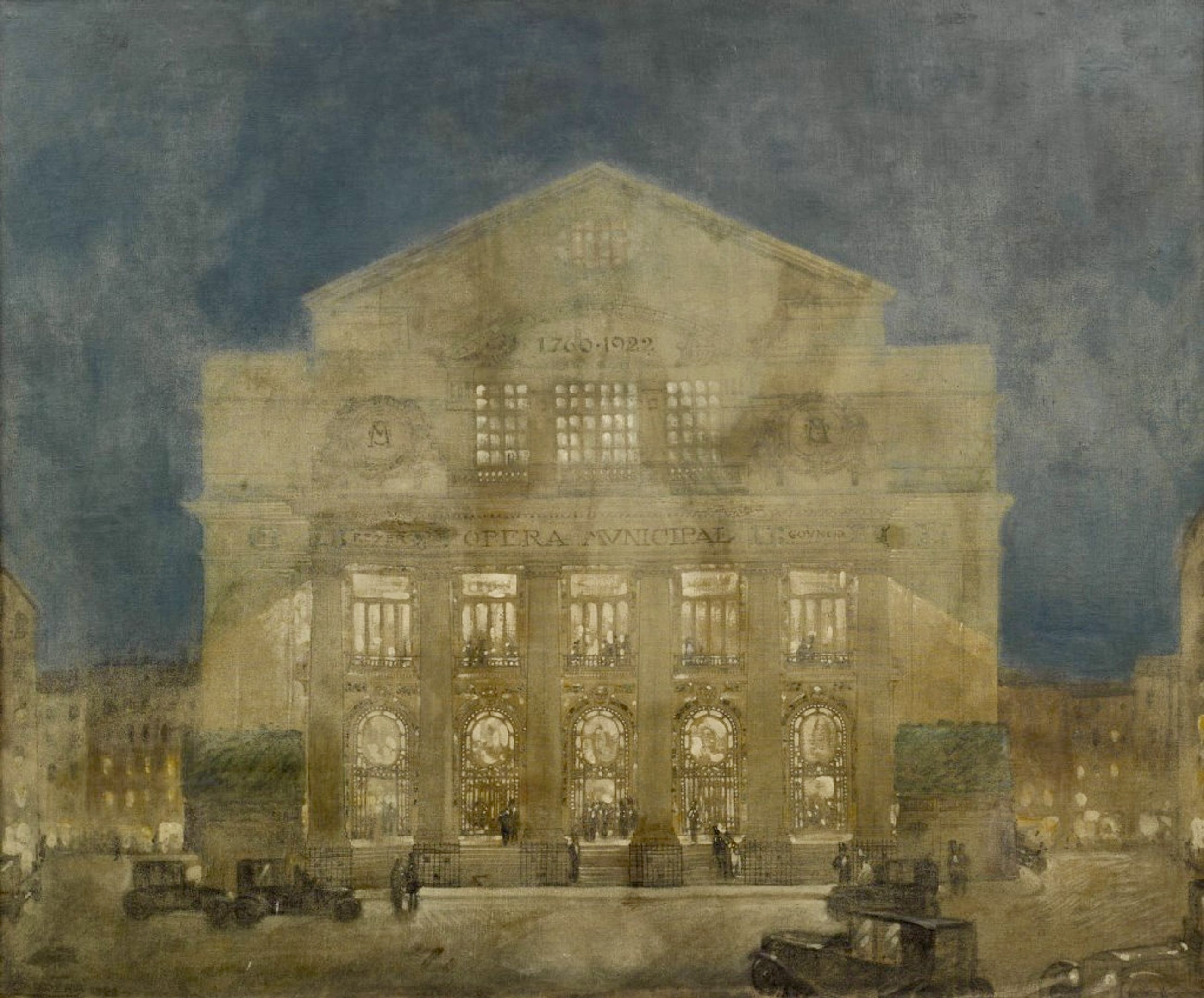
L'Opéra de Marseille (1922).
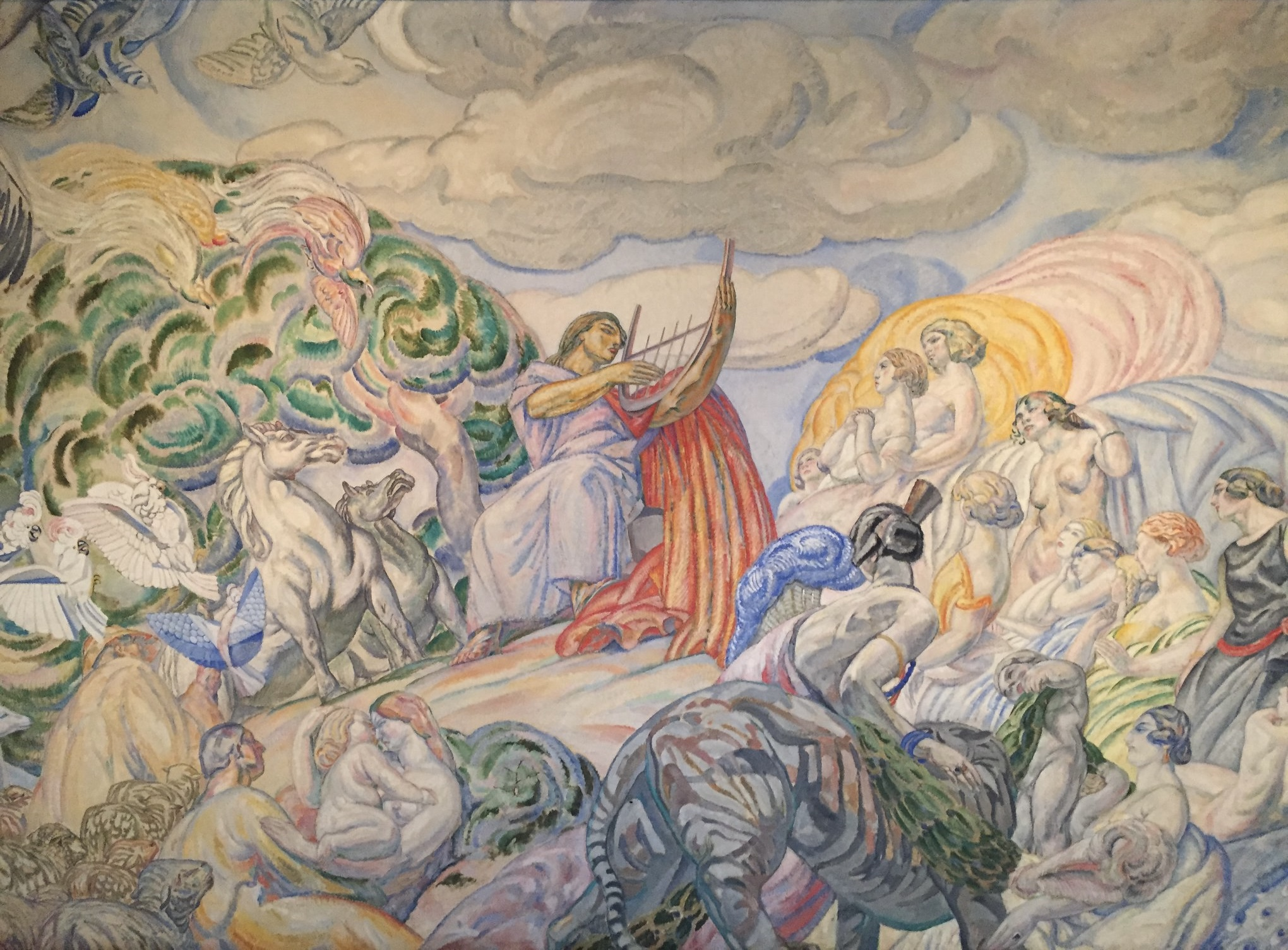
Détail d'Orphée charme le monde par la musique de sa lyre (1926-1929).

## Distinctions
- Officier de la Légion d'honneur (1928 ; chevalier en 1920)[1].